# Ego (Elton John-sang)
"Ego" er en sang af den britiske sanger Elton John med tekst af Bernie Taupin. Sangen udkom som single i begyndelsen af 1978, men den kom ikke med på albummet A Single Man fra samme år.
Sangen begynder med et overstadigt klaver ledsaget af en togfløjte, således det lyder som et tog på sporet. Stilistisk minder vokalen om en anden sang af Taupin fra denne tid, sangen "I Cry at Night".
Singlen nåede kun nummer 34 på hitlisterne i Storbritannien og USA.

## Musikere
- Elton John – piano, vokal, synthesizer, orgel
- Tim Renwick – guitar
- Clive Franks – basguitar
- Steve Holley – trommer
- Ray Cooper – tamburin, vibrafon, togfløjte
- Paul Buckmaster – orkestrale arrangementer